# Jan Czekanowski

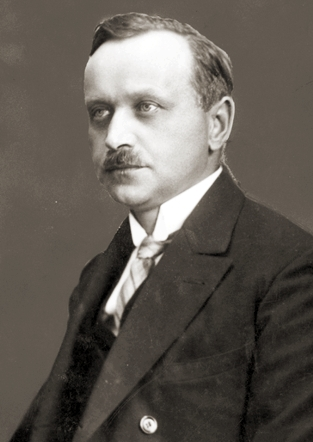
Jan Czekanowski (ohne Jahr)

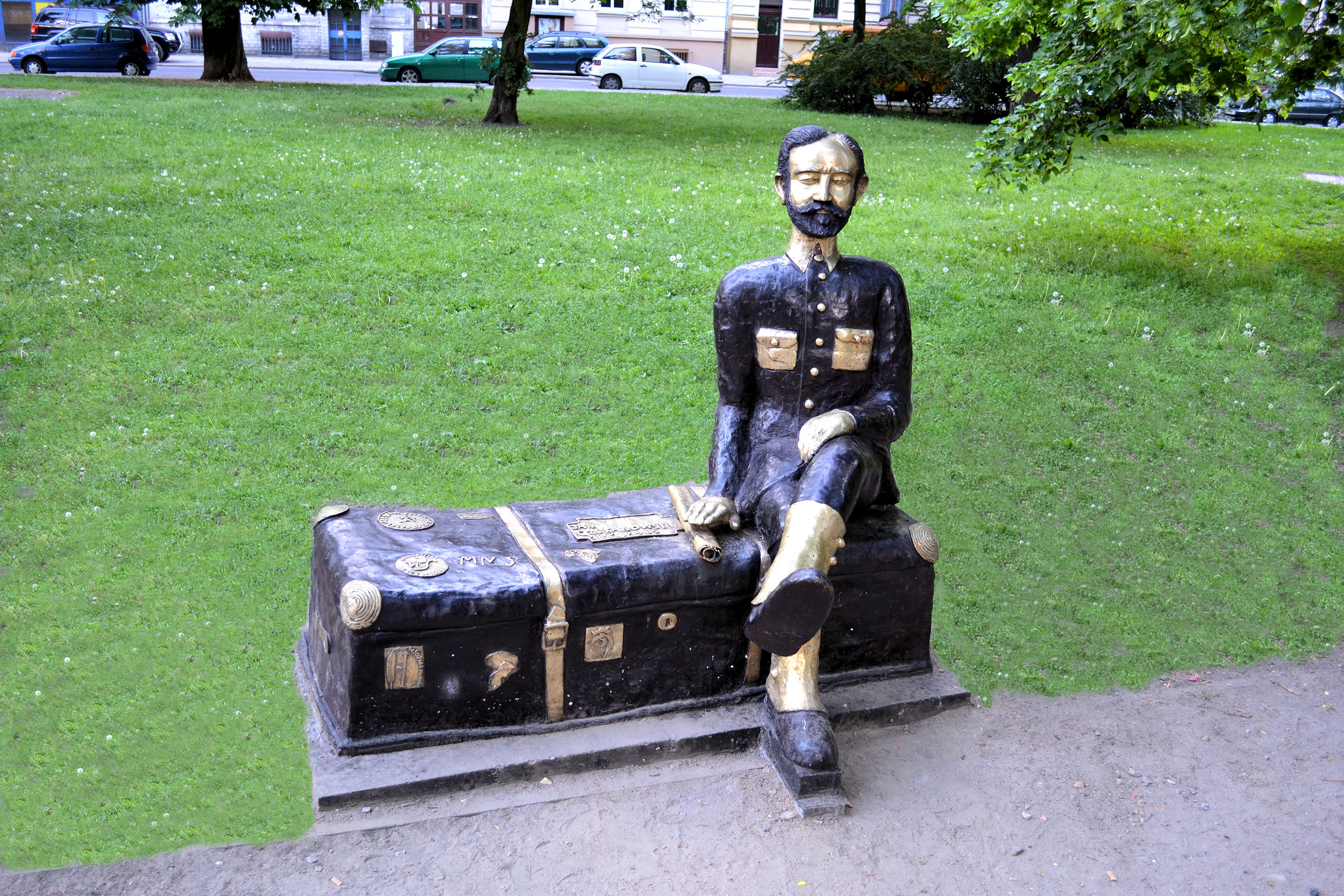
Denkmal für Jan Czekanowski in Stettin

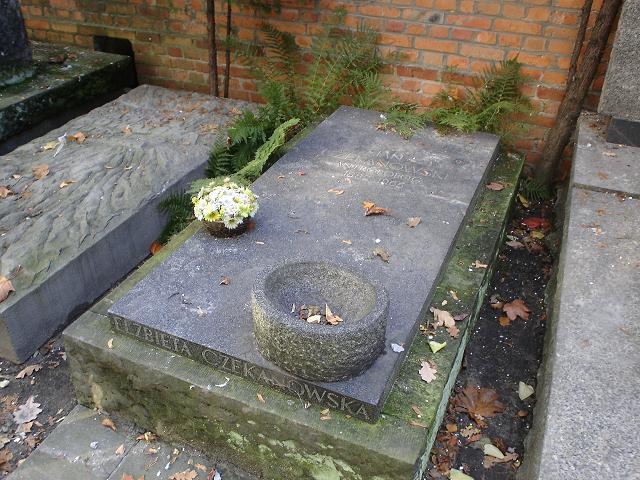
Grabstein, Powązki-Friedhof in Warschau

Jan Czekanowski (* 6. Oktober 1882 in Głuchów bei Grójec, damals Russisches Kaiserreich; † 20. Juli 1965 in Stettin) war ein polnischer Anthropologe, Ethnologe und Afrikaforscher.

## Leben
Czekanowski arbeitete von 1905 bis 1907 im Auftrag von Felix von Luschan am Museum für Völkerkunde in Berlin; in dieser Zeit brachte er 109 Schädel von der Insel Busira im Viktoriasee (Deutsch-Ostafrika) nach Berlin, welche wahrscheinlich aus den Gräbern hoher Würdenträger der Hayo stammen. Er bereiste in den Jahren 1907 bis 1909 bis dahin in Europa wenig oder nicht bekannte Gebiete in Äquatorialafrika und sammelte in großem Umfang anthropologisches und ethnographisches Material über diese Region.
Czekanowski vertrat die von John Hanning Speke aufgestellte rassistische Hamitentheorie von den Unterschieden zwischen den Tutsi und den Hutu.
Czekanowski bekräftigte die Theorie, dass die in Osteuropa ansässigen Karäer nicht semitischen, sondern vorwiegend turkstämmigen Ursprungs seien. Dies half der jüdischen Glaubensgemeinschaft von der deutschen Judenverfolgung verschont zu bleiben.  Ähnlicher Auffassung in Bezug auf die Abstammung dieser Gemeinschaft war auch der Karäer-Chassan Abraham Firkowitsch gewesen. 
Czekanowski wurde auf dem Powązki-Friedhof in Warschau beigesetzt. In seinem Sterbeort Stettin erinnert ein Denkmal an ihn.

## Werke
- Forschungen im Nil-Kongo-Zwischengebiet
- Stosunki narodowosciowowyznaniowe na Litwie i Russi, 1918
- Anthropologische Beiträge zum Problem der slawisch-finnischen Beziehungen, 1925
- Uebersicht anthropologischer Arbeiten in Polen im Laufe der Jahre 1913-14 - 1924-25, 1925
- Zarys Antopologii Polskii. Jakubowski, Lwow 1930. Czekanowski fasst in diesem Buch die Ergebnisse seiner bisherigen Forschung zur rassischen Zusammensetzung der Polen zusammen.
- Der Mensch in Zeit und Raum, 1936
- Ablehnung veralteter Methoden, 1937
- Die rassische Struktur Schlesiens im Lichte polnischer und deutscher Forschungen, 1937
- Anthropologische Spuren der Goten in Polen, 1938
- Die alten Slawen in der neuesten deutschen anthropologischen Literature, 1938
- Zur Anthropologie von Nord-Ost-Europa, 1962